# Pleudaniel
Ne doit pas être confondu avec Ploudaniel.
Pleudaniel (/plø.da.njɛl/) est une commune française située dans le département des Côtes-d'Armor, en région Bretagne.

## Géographie

### Communes limitrophes

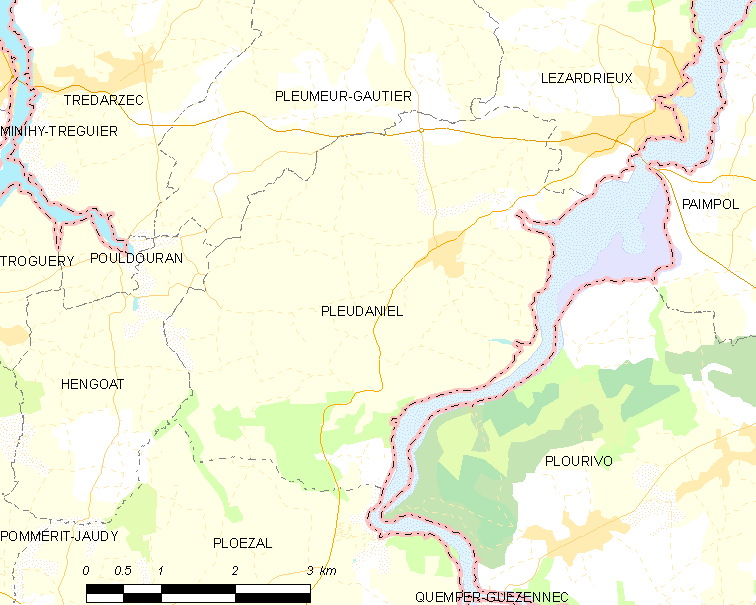

La commune de Pleudaniel est limitrophe de 4 communes.
| Pleumeur-Gautier | Pleumeur-Gautier | Lézardrieux |
| Hengoat          | Pleudaniel       | Trieux      |
| Hengoat          | Ploëzal          | Trieux      |

### Hydrographie
Pour un article plus général, voir Réseau hydrographique des Côtes-d'Armor.
La commune est située dans le bassin Loire-Bretagne. Elle est drainée par le Trieux, le Moulin de Bizien et le Traou Gannec,,.
Le Trieux, d'une longueur de 72 km, prend sa source dans la commune de Kerpert et se jette  dans la Manche entre Lézardrieux et Ploubazlanec, après avoir traversé 21 communes. 

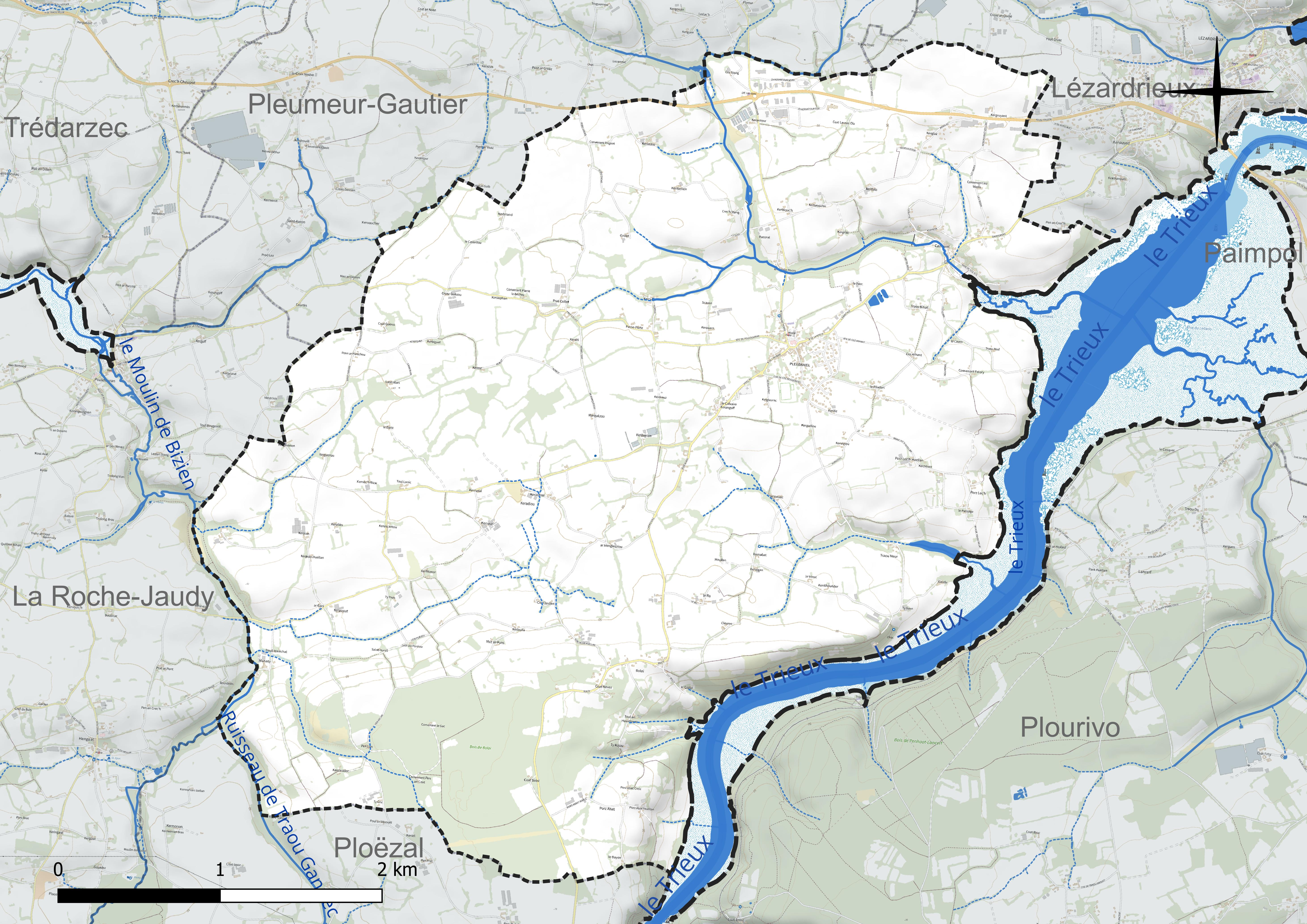
Réseau hydrographique de Pleudaniel.

Le Moulin de Bizien, d'une longueur de 11 km, prend sa source dans la commune de Ploëzal et se jette  dans le Jaudy en limite de Trédarzec et de Troguéry. 

### Climat
Pour des articles plus généraux, voir Climat de la Bretagne et Climat des Côtes-d'Armor.
En 2010, le climat de la commune est de type climat océanique franc, selon une étude du CNRS s'appuyant sur une série de données couvrant la période 1971-2000. En 2020, Météo-France publie une typologie des climats de la France métropolitaine dans laquelle la commune est exposée à un climat océanique et est dans la région climatique  Finistère nord, caractérisée par une pluviométrie élevée, des températures douces en hiver (6 °C), fraîches en été et des vents forts. Parallèlement l'observatoire de l'environnement en Bretagne publie en 2020 un zonage climatique de la région Bretagne, s'appuyant sur des données de Météo-France de 2009. La commune est, selon ce zonage, dans la zone « Intérieur  », exposée à un climat médian, à dominante océanique.  
Pour la période 1971-2000, la température annuelle moyenne est de 11,2 °C, avec  une amplitude thermique annuelle de 10,3 °C. Le cumul annuel moyen de précipitations est de 783 mm, avec 13,4 jours de précipitations en janvier et 6,9 jours en juillet. Pour la période 1991-2020, la température moyenne annuelle observée sur la station météorologique la plus proche, située sur la commune de La Roche-Jaudy à 9 km à vol d'oiseau, est de 11,8 °C et le cumul annuel moyen de précipitations est de 887,1 mm,. Pour l'avenir, les paramètres climatiques de la commune estimés pour 2050 selon différents scénarios d’émission de gaz à effet de serre sont consultables sur un site dédié publié par Météo-France en novembre 2022.

## Urbanisme

### Typologie
Au 1er janvier 2024, Pleudaniel est catégorisée commune rurale à habitat dispersé, selon la nouvelle grille communale de densité à 7 niveaux définie par l'Insee en 2022.
Elle est située hors unité urbaine. Par ailleurs la commune fait partie de l'aire d'attraction de Paimpol, dont elle est une commune de la couronne,. Cette aire, qui regroupe 13 communes, est catégorisée dans les aires de moins de 50 000 habitants,.
La commune, bordée par la Manche, est également une commune littorale au sens de la loi du 3 janvier 1986, dite loi littoral. Des dispositions spécifiques d’urbanisme s’y appliquent dès lors afin de préserver les espaces naturels, les sites, les paysages et l’équilibre écologique du littoral, tel le principe d'inconstructibilité, en dehors des espaces urbanisés, sur la bande littorale des 100 mètres, ou plus si le plan local d’urbanisme le prévoit.

### Occupation des sols
L'occupation des sols de la commune, telle qu'elle ressort de la base de données européenne d’occupation biophysique des sols Corine Land Cover (CLC), est marquée par l'importance des territoires agricoles (86,8 % en 2018), une proportion sensiblement équivalente à celle de 1990 (87,5 %). La répartition détaillée en 2018 est la suivante : 
terres arables (79 %), forêts (7,9 %), zones agricoles hétérogènes (7,6 %), eaux maritimes (3,2 %), zones urbanisées (2,1 %), prairies (0,2 %). L'évolution de l’occupation des sols de la commune et de ses infrastructures peut être observée sur les différentes représentations cartographiques du territoire : la carte de Cassini (XVIIIe siècle), la carte d'état-major (1820-1866) et les cartes ou photos aériennes de l'IGN pour la période actuelle (1950 à aujourd'hui).

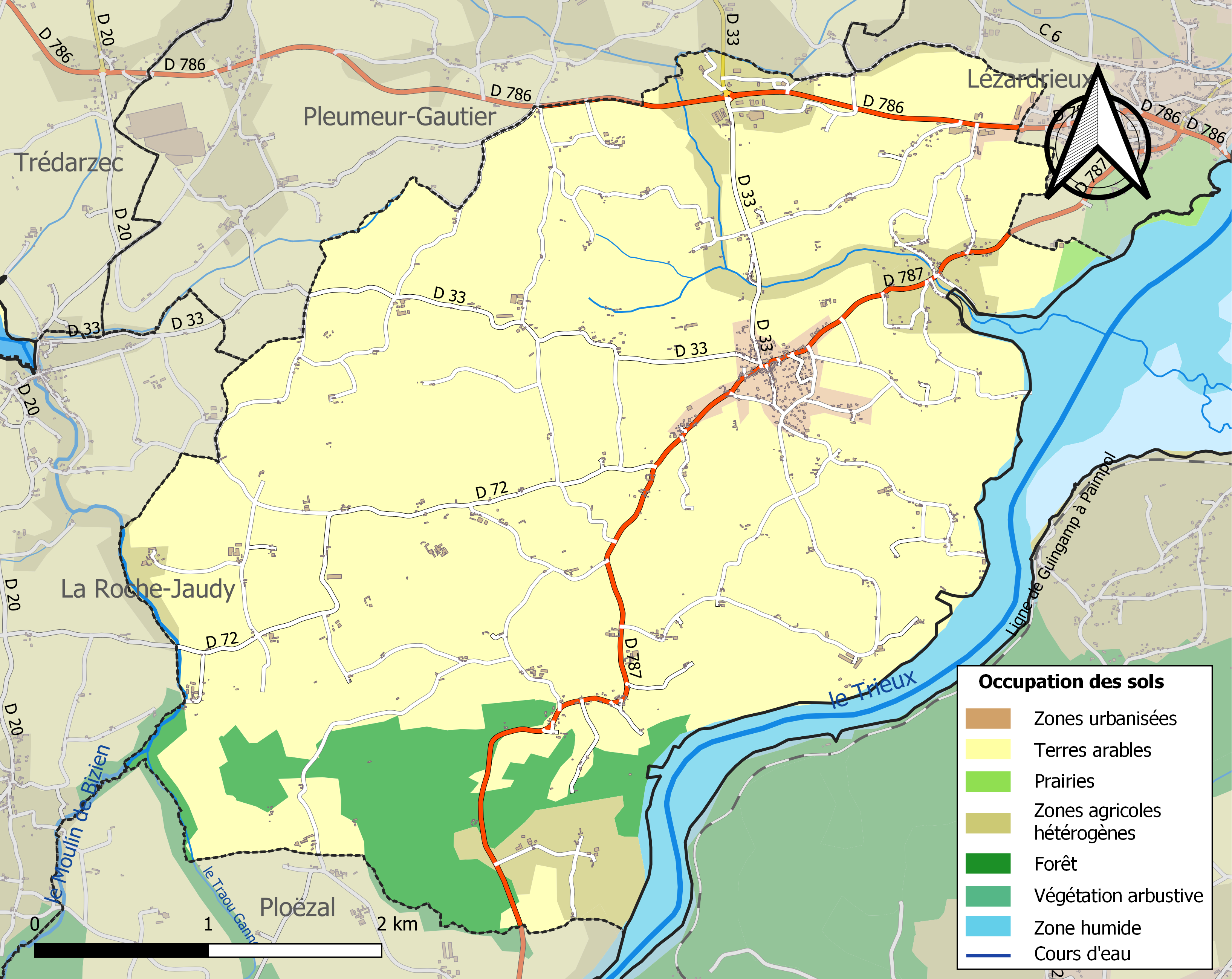
Carte des infrastructures et de l'occupation des sols de la commune en 2018 (CLC).

## Toponymie
Le nom de la commune s'est longtemps écrit, encore au XIXe siècle, « Ploudaniel », comme son homonyme du département du Finistère, avant que ne soit retenue la graphie Pleudaniel.
Pleudaniel vient du breton plou (paroisse) et de Daniel de Bangor Fawr (saint Deniel). Ce serait un moine ou un prêtre venu au VIe siècle ou au VIIe siècle du Pays de Galles. Il ne faut pas le confondre avec saint Daniel.
La prononciation du nom de la localité en breton a été relevée sous les formes Planiel et Planïel.

## Histoire
Pleudaniel est une ancienne paroisse primitive. Elle englobait les territoires de Pleudaniel, de Pouldouran, de Troguéry et d'Hengoat.
L'église primitive, construite au VIe siècle, se situait à Gos-Ilis.

### Le XXe siècle

#### Les guerres du XXe siècle
Le monument aux Morts porte les noms de 102 soldats morts pour la Patrie :
- 81 sont morts durant la Première Guerre mondiale.
- 20 sont morts durant la Seconde Guerre mondiale.
- 1 soldat est mort hors conflit.

## Politique et administration

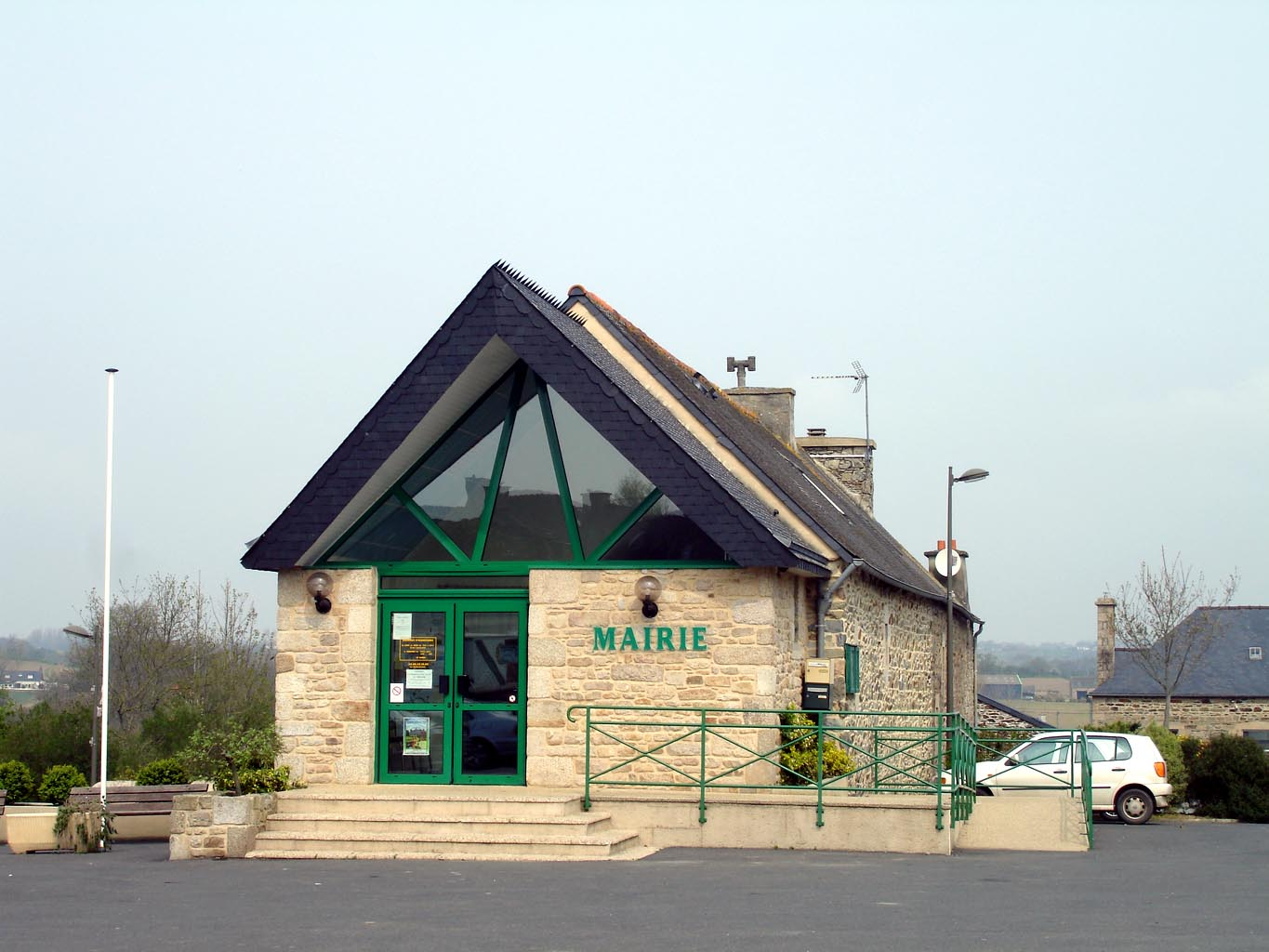
La mairie.

### Liste des maires
| Période                                  | Période                  | Identité              | Étiquette | Qualité                                                                                 |
| ---------------------------------------- | ------------------------ | --------------------- | --------- | --------------------------------------------------------------------------------------- |
| Les données manquantes sont à compléter. |                          |                       |           |                                                                                         |
|                                          |                          | Olivier Henri         |           |                                                                                         |
| ?                                        | 1923 (décès)             | M. Kerroux            |           |                                                                                         |
| juin 1923                                | ?                        | Amédée Loas           |           |                                                                                         |
| 2 février 1924                           | 17 mai 1925              | Gustave Le Masson     |           |                                                                                         |
| Les données manquantes sont à compléter. |                          |                       |           |                                                                                         |
| 23 mai 1929                              | 19 mai 1935              | Gustave Le Masson     |           |                                                                                         |
| 19 mai 1935                              | 1943 (décès)             | Yves-Marie Le Bescond |           |                                                                                         |
| avril 1943                               | ?                        | Bernard Jézéquel      |           | Nommé maire par arrêté préfectoral                                                      |
| Les données manquantes sont à compléter. |                          |                       |           |                                                                                         |
| octobre 1947                             | mai 1953                 | Yves Rémond           |           | Notaire                                                                                 |
| mai 1953                                 | novembre 1960 (décès)    | Édouard Le Marec      | MRP       | Colonel Conseiller général de Lézardrieux (1958 → 1960) Officier de la Légion d’honneur |
| décembre 1960                            | mars 1965                | Yves Rémond           |           | Notaire                                                                                 |
| mars 1965                                | juillet 1972 (démission) | Jean Le Houérou       |           | Commandant en retraite                                                                  |
| juillet 1972                             | octobre 1976 (décès)     | Yves Rémond           |           | Notaire                                                                                 |
| novembre 1976                            | mars 1983                | Yves Le Gonidec       | DVG       |                                                                                         |
| mars 1983                                | mars 1989                | Yves Petibon          |           |                                                                                         |
| mars 1989                                | juin 1995                | Jacques Le Bas        |           | Directeur honoraire de la Banque de France                                              |
| juin 1995                                | 26 mars 2001             | Joseph Loas           | DVG       | Retraité de la Marine                                                                   |
| 26 mars 2001                             | En cours                 | Didier Rogard         | DVD       | Chef d'entreprise                                                                       |

## Population et société

### Démographie
L'évolution du nombre d'habitants est connue à travers les recensements de la population effectués dans la commune depuis 1793. Pour les communes de moins de 10 000 habitants, une enquête de recensement portant sur toute la population est réalisée tous les cinq ans, les populations de référence des années intermédiaires étant quant à elles estimées par interpolation ou extrapolation. Pour la commune, le premier recensement exhaustif entrant dans le cadre du nouveau dispositif a été réalisé en 2007.

En 2022, la commune comptait 925 habitants, en évolution de −0,32 % par rapport à 2016 (Côtes-d'Armor : +1,78 %, France hors Mayotte : +2,11 %).
| 1793  | 1800  | 1806  | 1821  | 1831  | 1836  | 1841  | 1846  | 1851  |
| ----- | ----- | ----- | ----- | ----- | ----- | ----- | ----- | ----- |
| 2 026 | 2 097 | 2 051 | 2 268 | 2 268 | 2 338 | 2 449 | 2 505 | 2 504 |

| 1856  | 1861  | 1866  | 1872  | 1876  | 1881  | 1886  | 1891  | 1896  |
| ----- | ----- | ----- | ----- | ----- | ----- | ----- | ----- | ----- |
| 2 486 | 2 573 | 2 536 | 2 607 | 2 525 | 2 344 | 2 205 | 2 101 | 2 201 |

| 1901  | 1906  | 1911  | 1921  | 1926  | 1931  | 1936  | 1946  | 1954  |
| ----- | ----- | ----- | ----- | ----- | ----- | ----- | ----- | ----- |
| 2 125 | 2 068 | 2 089 | 2 014 | 1 907 | 1 662 | 1 575 | 1 417 | 1 449 |

| 1962  | 1968  | 1975 | 1982 | 1990 | 1999 | 2006 | 2007 | 2012 |
| ----- | ----- | ---- | ---- | ---- | ---- | ---- | ---- | ---- |
| 1 243 | 1 183 | 973  | 947  | 936  | 996  | 994  | 994  | 930  |

| 2017 | 2022 | - | - | - | - | - | - | - |
| ---- | ---- | - | - | - | - | - | - | - |
| 928  | 925  | - | - | - | - | - | - | - |

### Enseignement
Il y a une école primaire, située au bourg.

### Culte
La commune se situe dans la paroisse de la presqu'île de Lézardrieux, dans le diocèse de Saint-Brieuc et Tréguier.

## Lieux et monuments

### Monuments religieux

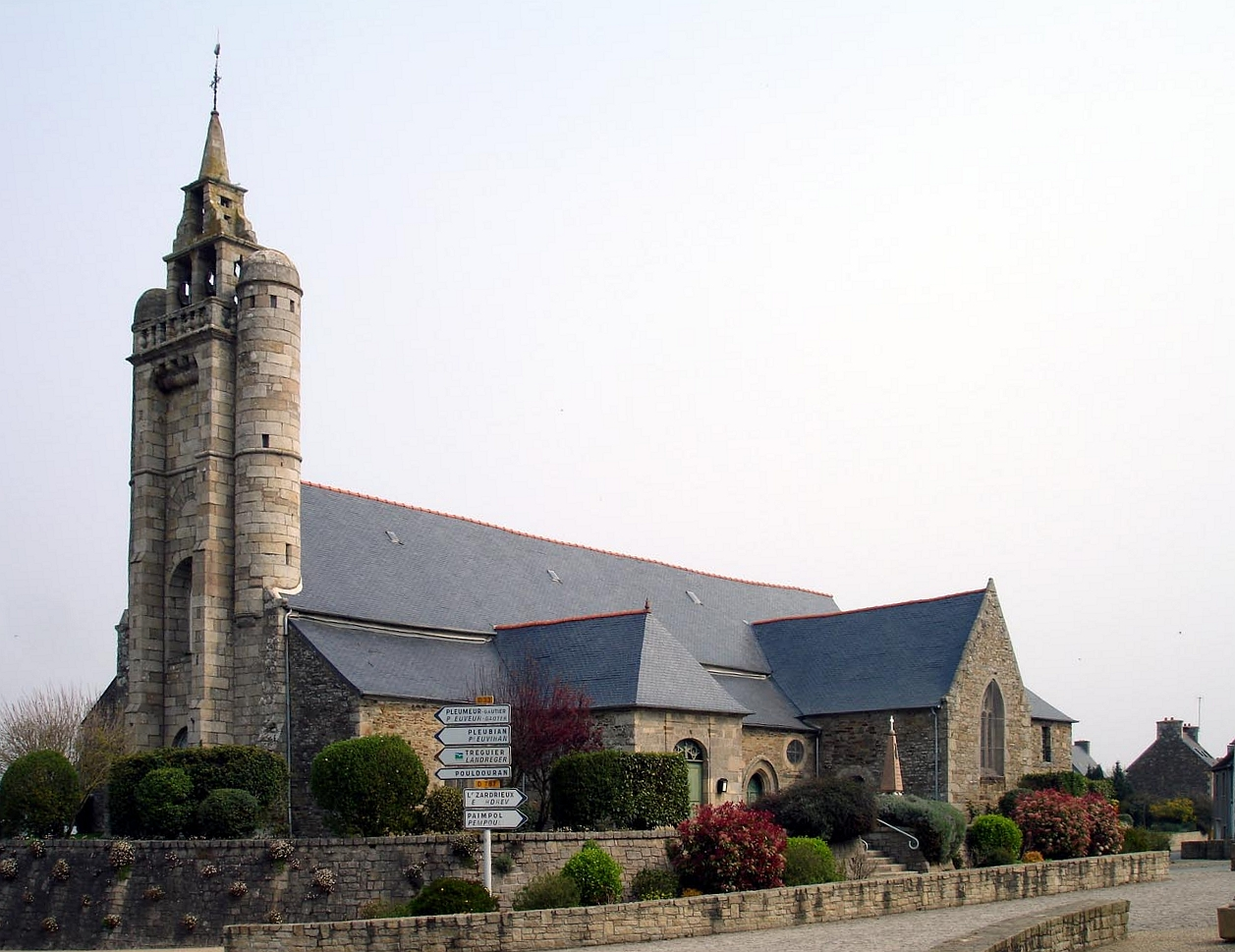
L'église Saint-Pierre.

- L'église Saint-Pierre, dont le clocher est inscrit au titre des monuments historiques[27], était autrefois dédiée à saint Guinien[28]. On prétend que saint Arnec, évêque d'Illy, aurait fait bâtir deux églises dans la paroisse de Pleudaniel mais c'est douteux car il s'agit probablement d'une confusion entre Pleudaniel et Ploudaniel dans le Finistère, voisin de l'archidiaconé d'Ily, ce qui n'est pas le cas de Pleudaniel. La confusion serait due à une erreur d'impression dans le livre de Malo-Joseph de Garaby publié en 1839. Voir aussi : Fonts baptismaux de Pleudaniel et Chaire à prêcher de l'église Saint-Pierre de Pleudaniel.
- Trois chapelles se trouvent sur le territoire communal :
  - la chapelle Notre-Dame-de-Goz-Iliz (vieille église en breton) est située sur l'anse de Camarel au bord du Trieux. Elle est dédiée à la Vierge Marie et aux marins perdus en mer. De nombreux ex-voto, en remerciement à la Vierge Marie sont présents dans la chapelle. Autour de la chapelle, il y aune croix, un autel ainsi qu'une fontaine ;
  - la chapelle Saint-Antoine, située au lieu-dit Saint-Antoine ;
  - la chapelle Notre-Dame-du-Calvaire, située au hameau Le Calvaire.

### Autres monuments
- Le moulin de Traou Meur, situé au fond d'une anse du Trieux, est classé au titre des monuments historiques[29].
- Le manoir de Kernechriou. En 1427, il était la possession de Rolland de Kernechriou, officier de finances du duc Jean V de Bretagne[30].
- Le manoir de Kerdéozer (construit vers 1400). Deux vis dans-œuvre, éclairées par de très petites ouvertures, permettent d'accéder à l'étage[31].

## Personnalités liées à la commune
- Louis Napoléon Le Roux, nationaliste breton.